# Wyścig Stanów Zjednoczonych WTCC 2013
Wyścig Stanów Zjednoczonych WTCC 2013 – dziewiąta runda World Touring Car Championship w sezonie 2013 i drugi z kolei Wyścig Stanów Zjednoczonych. Odbył się on w dniach 6-8 września 2013 w miejscowości Sonoma na torze Sonoma Raceway. W pierwszym wyścigu zwyciężył Tom Chilton z zespołu RML, a w drugim Gabriele Tarquini z Honda Castrol World Touring Car Team.

## Lista startowa
| Nr | Kierowca           | Zespół                               | Samochód             | Klasa |
| -- | ------------------ | ------------------------------------ | -------------------- | ----- |
| 1  | Robert Huff        | ALL-INKL.COM Münnich Motorsport      | SEAT León WTCC       |       |
| 3  | Gabriele Tarquini  | Castrol Honda World Touring Car Team | Honda Civic WTCC     | M     |
| 5  | Norbert Michelisz  | Zengő Motorsport                     | Honda Civic WTCC     | M     |
| 6  | Franz Engstler     | Liqui Moly Team Engstler             | BMW 320 TC           | Y     |
| 7  | Charles Ng         | Liqui Moly Team Engstler             | BMW 320 TC           | Y     |
| 8  | Michaił Kozłowskij | LADA Sport Lukoil                    | Łada Granta          | M     |
| 9  | Alex MacDowall     | Bamboo Engineering                   | Chevrolet Cruze 1.6T | Y     |
| 10 | James Thompson     | LADA Sport Lukoil                    | Łada Granta          | M     |
| 12 | Yvan Muller        | RML                                  | Chevrolet Cruze 1.6T |       |
| 14 | James Nash         | Bamboo Engineering                   | Chevrolet Cruze 1.6T | Y     |
| 15 | Tom Coronel        | ROAL Motorsport                      | BMW 320 TC           |       |
| 17 | Michel Nykjær      | Nika Racing                          | Chevrolet Cruze 1.6T | Y     |
| 18 | Tiago Monteiro     | Castrol Honda World Touring Car Team | Honda Civic WTCC     | M     |
| 19 | Fernando Monje     | Campos Racing                        | SEAT León WTCC       | Y     |
| 20 | Hugo Valente       | Campos Racing                        | SEAT León WTCC       | Y     |
| 22 | Tom Boardman       | Special Tuning Racing                | SEAT León WTCC       | Y     |
| 23 | Tom Chilton        | RML                                  | Chevrolet Cruze 1.6T |       |
| 25 | Mehdi Bennani      | Proteam Racing                       | BMW 320 TC           | Y     |
| 26 | Stefano D'Aste     | PB Racing                            | BMW 320 TC           | Y     |
| 37 | René Münnich       | ALL-INKL.COM Münnich Motorsport      | SEAT León WTCC       | Y     |
| 38 | Marc Basseng       | ALL-INKL.COM Münnich Motorsport      | SEAT León WTCC       |       |
| 55 | Darryl O’Young     | ROAL Motorsport                      | BMW 320 TC           | Y     |
| 73 | Fredy Barth        | Wiechers-Sport                       | BMW 320 TC           | Y     |
| 74 | Pepe Oriola        | Tuenti Racing Team                   | Chevrolet Cruze 1.6T |       |
| Nr | Kierowca           | Zespół                               | Samochód             | Klasa |

| Symbol | Klasa                                   |
| ------ | --------------------------------------- |
| M      | Producent (Manufacturers' Championship) |
| Y      | Niezależny (Yokohama Trophy)            |

## Wyniki

### Sesje treningowe
| Sesja | Nr | Kierowca    | Zespół             | Samochód             | Czas     | Okr. |
| ----- | -- | ----------- | ------------------ | -------------------- | -------- | ---- |
| 1     | 74 | Pepe Oriola | Tuenti Racing Team | Chevrolet Cruze 1.6T | 1:45,966 | 10   |
| 2     | 12 | Yvan Muller | RML                | Chevrolet Cruze 1.6T | 1:46,268 | 12   |

### Kwalifikacje
| Poz.    | Nr      |         | Kierowca           | Zespół                               | Samochód             | Q1       | Q2       | Poz. s. R1 | Poz. s. R2 | Pkt |
| II etap | II etap | II etap | II etap            | II etap                              | II etap              | II etap  | II etap  | II etap    | II etap    |     |
| ------- | ------- | ------- | ------------------ | ------------------------------------ | -------------------- | -------- | -------- | ---------- | ---------- | --- |
| 1       | 23      |         | Tom Chilton        | RML                                  | Chevrolet Cruze 1.6T | 1:46,366 | 1:45,583 | 1          | 10         | 5   |
| 2       | 12      |         | Yvan Muller        | RML                                  | Chevrolet Cruze 1.6T | 1:45,941 | 1:45,708 | 2          | 9          | 4   |
| 3       | 18      |         | Tiago Monteiro     | Castrol Honda World Touring Car Team | Honda Civic WTCC     | 1:46,340 | 1:46,240 | 3          | 8          | 3   |
| 4       | 74      |         | Pepe Oriola        | Tuenti Racing Team                   | Chevrolet Cruze 1.6T | 1:46,510 | 1:46,266 | 4          | 7          | 2   |
| 5       | 9       | Y       | Alex MacDowall     | Bamboo Engineering                   | Chevrolet Cruze 1.6T | 1:46,877 | 1:46,411 | 5          | 6          | 1   |
| 6       | 14      | Y       | James Nash         | Bamboo Engineering                   | Chevrolet Cruze 1.6T | 1:46,957 | 1:46,565 | 6          | 5          |     |
| 7       | 5       |         | Norbert Michelisz  | Zengő Motorsport                     | Honda Civic WTCC     | 1:46,346 | 1:46,648 | 21         | 4          |     |
| 8       | 1       |         | Robert Huff        | ALL-INKL.COM Münnich Motorsport      | SEAT León WTCC       | 1:46,736 | 1:46,659 | 7          | 3          |     |
| 9       | 3       |         | Gabriele Tarquini  | Castrol Honda World Touring Car Team | Honda Civic WTCC     | 1:46,716 | 1:46,865 | 8          | 2          |     |
| 10      | 25      | Y       | Mehdi Bennani      | Proteam Racing                       | BMW 320 TC           | 1:46,788 | 1:46,919 | 9          | 1          |     |
| 11      | 38      |         | Marc Basseng       | ALL-INKL.COM Münnich Motorsport      | SEAT León WTCC       | 1:46,600 | 1:47,711 | 10         | 11         |     |
| 12      | 15      |         | Tom Coronel        | ROAL Motorsport                      | BMW 320 TC           | 1:47,038 |          | 11         | 12         |     |
| I etap  |         |         |                    |                                      |                      |          |          |            |            |     |
| 13      | 73      | Y       | Fredy Barth        | Wiechers-Sport                       | BMW 320 TC           | 1:47,078 | –        | 12         | 13         |     |
| 14      | 55      | Y       | Darryl O’Young     | ROAL Motorsport                      | BMW 320 TC           | 1:47,126 | –        | 13         | 14         |     |
| 15      | 6       | Y       | Franz Engstler     | Liqui Moly Team Engstler             | BMW 320 TC           | 1:47,277 | –        | 14         | 15         |     |
| 16      | 10      |         | James Thompson     | LADA Sport Lukoil                    | Łada Granta          | 1:47,583 | –        | 15         | 16         |     |
| 17      | 26      | Y       | Stefano D'Aste     | PB Racing                            | BMW 320 TC           | 1:47,637 | –        | 16         | 17         |     |
| 18      | 7       | Y       | Charles NG         | Liqui Moly Team Engstler             | BMW 320 TC           | 1:47.892 | –        | 17         | 18         |     |
| 19      | 8       |         | Michaił Kozłowskij | LADA Sport Lukoil                    | Łada Granta          | 1:48,070 | –        | 18         | 19         |     |
| 20      | 37      | Y       | René Münnich       | ALL-INKL.COM Münnich Motorsport      | SEAT León WTCC       | 1:48,279 | –        | 19         | 20         |     |
| 21      | 22      | Y       | Tom Boardman       | Special Tuning Racing                | SEAT León WTCC       | 1:48,530 | –        | 20         | 21         |     |
| 22      | 17      | Y       | Michel Nykjær      | Nika Racing                          | Chevrolet Cruze 1.6T | [ 1 ]    | –        | 22         | 22         |     |
| 23      | 19      | Y       | Fernando Monje     | Campos Racing                        | SEAT León WTCC       | [ 1 ]    | –        | 23         | 24         |     |
| 24      | 20      | Y       | Hugo Valente       | Campos Racing                        | SEAT León WTCC       | [ 1 ]    | –        | 24         | 23         |     |

#### Warunki atmosferyczne[1]
| Temperatura toru      | 47 °C |
| Temperatura powietrza | 35 °C |
| Słońce                | tak   |
| Opady deszczu         | nie   |
| Sucho                 |       |

### Wyścig 1
| Poz.              | +/- | Nr |   | Kierowca           | Zespół                               | Samochód             | Okr. | Czas/Strata | Pkt. | Komentarz |
| ----------------- | --- | -- | - | ------------------ | ------------------------------------ | -------------------- | ---- | ----------- | ---- | --------- |
| 1                 |     | 23 |   | Tom Chilton        | RML                                  | Chevrolet Cruze 1.6T | 13   | 23:24,716   | 25   |           |
| 2                 | 1   | 18 |   | Tiago Monteiro     | Castrol Honda World Touring Car Team | Honda Civic WTCC     | 13   | +2,161      | 18   |           |
| 3                 | 1   | 12 |   | Yvan Muller        | RML                                  | Chevrolet Cruze 1.6T | 13   | +6,534      | 15   |           |
| 4                 |     | 9  | Y | Alex MacDowall     | Bamboo Engineering                   | Chevrolet Cruze 1.6T | 13   | +10,659     | 12   |           |
| 5                 | 4   | 14 | Y | James Nash         | Bamboo Engineering                   | Chevrolet Cruze 1.6T | 13   | +12,676     | 10   |           |
| 6                 | 2   | 3  |   | Gabriele Tarquini  | Castrol Honda World Touring Car Team | Honda Civic WTCC     | 13   | +14,897     | 8    |           |
| 7                 | 4   | 15 |   | Tom Coronel        | ROAL Motorsport                      | BMW 320 TC           | 13   | +18,530     | 6    |           |
| 8                 | 15  | 1  |   | Robert Huff        | ALL-INKL.COM Münnich Motorsport      | SEAT León WTCC       | 13   | +21,561     | 4    |           |
| 9                 | 2   | 14 |   | Marc Basseng       | ALL-INKL.COM Münnich Motorsport      | SEAT León WTCC       | 13   | +22,558     | 2    |           |
| 10                | 12  | 26 | Y | Stefano D'Aste     | PB Racing                            | BMW 320 TC           | 13   | +23,266     | 1    |           |
| 11                |     | 74 |   | Pepe Oriola        | Tuenti Racing Team                   | Chevrolet Cruze 1.6T | 13   | +26,219     |      |           |
| 12                | 1   | 17 | Y | Michel Nykjær      | Nika Racing                          | Chevrolet Cruze 1.6T | 13   | +35,488     |      |           |
| 13                | 1   | 20 | Y | Hugo Valente       | Campos Racing                        | SEAT León WTCC       | 13   | +37,826     |      |           |
| 14                |     | 10 |   | James Thompson     | LADA Sport Lukoil                    | Łada Granta          | 13   | +40,811     |      |           |
| 15                | 4   | 73 | Y | Fredy Barth        | Wiechers-Sport                       | BMW 320 TC           | 13   | +41,469     |      |           |
| 16                | 2   | 7  | Y | Charles Ng         | Liqui Moly Team Engstler             | BMW 320 TC           | 13   | +41,971     |      |           |
| 17                | 4   | 6  | Y | Franz Engstler     | Liqui Moly Team Engstler             | BMW 320 TC           | 13   | +42,242     |      |           |
| 18                | 15  | 25 | Y | Mehdi Bennani      | Proteam Racing                       | BMW 320 TC           | 13   | +42,805     |      |           |
| 19                | 2   | 8  |   | Michaił Kozłowskij | LADA Sport Lukoil                    | Łada Granta          | 13   | +43,997     |      |           |
| 20                | 12  | 5  |   | Norbert Michelisz  | Zengő Motorsport                     | Honda Civic WTCC     | 13   | +48,934     |      |           |
| 21                | 4   | 22 | Y | Tom Boardman       | Special Tuning Racing                | SEAT León WTCC       | 13   | +56,653     |      |           |
| 22                | 15  | 37 | Y | René Münnich       | ALL-INKL.COM Münnich Motorsport      | SEAT León WTCC       | 13   | +1:08,203   |      |           |
| 23                | 2   | 19 | Y | Fernando Monje     | Campos Racing                        | SEAT León WTCC       | 13   | +1:11,457   |      |           |
| Niesklasyfikowani |     |    |   |                    |                                      |                      |      |             |      |           |
|                   |     | 55 | Y | Darryl O’Young     | ROAL Motorsport                      | BMW 320 TC           | 5    |             |      |           |

#### Najszybsze okrążenie
| Nr | Kierowca       | Zespół                               | Samochód         | Czas     | Okr. |
| -- | -------------- | ------------------------------------ | ---------------- | -------- | ---- |
| 18 | Tiago Monteiro | Castrol Honda World Touring Car Team | Honda Civic WTCC | 1:46,905 | 2    |

#### Warunki atmosferyczne[1]
| Temperatura toru      | 40 °C |
| Temperatura powietrza | 27 °C |
| Słońce                | tak   |
| Opady deszczu         | nie   |
| Sucho                 |       |

### Wyścig 2
| Poz.              | +/- | Nr |   | Kierowca           | Zespół                               | Samochód             | Okr. | Czas/Strata | Pkt. | Komentarz |
| ----------------- | --- | -- | - | ------------------ | ------------------------------------ | -------------------- | ---- | ----------- | ---- | --------- |
| 1                 |     | 3  | Y | Gabriele Tarquini  | Castrol Honda World Touring Car Team | Honda Civic WTCC     | 13   | 23:40,401   | 25   |           |
| 2                 | 5   | 25 |   | Mehdi Bennani      | Proteam Racing                       | BMW 320 TC           | 13   | +2,434      | 18   |           |
| 3                 | 3   | 5  |   | Norbert Michelisz  | Zengő Motorsport                     | Honda Civic WTCC     | 13   | +4,099      | 15   |           |
| 4                 | 2   | 12 | Y | Yvan Muller        | RML                                  | Chevrolet Cruze 1.6T | 13   | +4,606      | 12   |           |
| 5                 | 3   | 18 |   | Tiago Monteiro     | Castrol Honda World Touring Car Team | Honda Civic WTCC     | 13   | +4,941      | 10   |           |
| 6                 | 2   | 15 |   | Tom Coronel        | ROAL Motorsport                      | BMW 320 TC           | 13   | +7,735      | 8    |           |
| 7                 | 4   | 14 | Y | James Nash         | Bamboo Engineering                   | Chevrolet Cruze 1.6T | 11   | +13,866     | 6    |           |
| 8                 | 3   | 20 | Y | Hugo Valente       | Campos Racing                        | SEAT León WTCC       | 11   | +16,422     | 4    |           |
| 9                 | 7   | 15 |   | Tom Coronel        | ROAL Motorsport                      | BMW 320 TC           | 11   | +16,767     | 2    |           |
| 10                | 7   | 26 | Y | Stefano D'Aste     | PB Racing                            | BMW 320 TC           | 11   | +18,320     | 1    |           |
| 11                | 6   | 9  | Y | Alex MacDowall     | Bamboo Engineering                   | Chevrolet Cruze 1.6T | 11   | +19,073     |      |           |
| 12                | 1   | 23 |   | Tom Chilton        | RML                                  | Chevrolet Cruze 1.6T | 11   | +19,634     |      |           |
| 13                | 3   | 12 |   | Yvan Muller        | RML                                  | Chevrolet Cruze 1.6T | 11   | +20,232     |      |           |
| 14                | 1   | 19 | Y | Fernando Monje     | Campos Racing                        | SEAT León WTCC       | 11   | +23,092     |      |           |
| 15                | 6   | 6  | Y | Franz Engstler     | Liqui Moly Team Engstler             | BMW 320 TC           | 11   | +23,515     |      |           |
| 16                | 7   | 8  |   | Michaił Kozłowskij | LADA Sport Lukoil                    | Łada Granta          | 11   | +26,544     |      |           |
| 17                | 5   | 37 | Y | René Münnich       | ALL-INKL.COM Münnich Motorsport      | SEAT León WTCC       | 11   | +27,050     |      |           |
| 18                | 1   | 55 | Y | Darryl O’Young     | ROAL Motorsport                      | BMW 320 TC           | 11   | +36.055     |      |           |
| 19                | 1   | 7  | Y | Charles Ng         | Liqui Moly Team Engstler             | BMW 320 TC           | 11   | +36,476     |      |           |
| 20                | 8   | 10 |   | James Thompson     | LADA Sport Lukoil                    | Łada Granta          | 10   | +1 okr.     |      |           |
| 21                | 1   | 25 | Y | Mehdi Bennani      | Proteam Motorsport                   | BMW 320 TC           | 8    | +3 okr.     |      |           |
| Niesklasyfikowani |     |    |   |                    |                                      |                      |      |             |      |           |
|                   |     | 38 |   | Marc Basseng       | ALL-INKL.COM Münnich Motorsport      | SEAT León WTCC       | 7    |             |      |           |
|                   |     | 1  |   | Robert Huff        | ALL-INKL.COM Münnich Motorsport      | SEAT León WTCC       | 4    |             |      |           |

#### Najszybsze okrążenie
| Nr | Kierowca          | Zespół           | Samochód         | Czas     | Okr. |
| -- | ----------------- | ---------------- | ---------------- | -------- | ---- |
| 5  | Norbert Michelisz | Zengő Motorsport | Honda Civic WTCC | 1:47,869 | 3    |

#### Warunki atmosferyczne[1]
| Temperatura toru      | 44 °C |
| Temperatura powietrza | 33 °C |
| Słońce                | tak   |
| Opady deszczu         | nie   |
| Sucho                 |       |